# 尾崎勇次郎
尾崎 勇次郎（おざき ゆうじろう、1873年〈明治6年〉3月1日 - 1956年〈昭和31年〉5月19日）は、日本の内務・警察官僚、実業家。政友会系官選県知事。旧姓・片山。

## 経歴
後の兵庫県多紀郡篠山町（現丹波篠山市）で片山新三郎の二男として生まれ、1878年に尾崎文七の養子となる。第一高等学校を卒業。1899年、東京帝国大学法科大学法律学科（英法）を卒業。内務省に入省し地方局属となる。同年11月、文官高等試験行政科試験に合格。
1900年9月4日、和歌山県参事官となる。以後、宮城県参事官、福島県警察部長、香川県警察部長、樺太民政署事務官、同民政・事業部長、専売局主事、樺太庁内務部長、北海道庁内務部長などを歴任。
1921年9月、青森県知事に就任。郡制廃止に伴う郡道の県道編入、関東大震災への救援活動などを実施。第2次山本内閣の成立により1923年10月25日に休職となる。清浦内閣により1924年2月19日に台湾総督府警務局長に登用され、同年10月2日、依願免本官。田中義一内閣により1927年5月、愛媛県知事に任命。県会議員選挙、初の普通選挙（第16回衆議院議員総選挙）で選挙干渉を行い政友会の勝利に貢献した。尾崎自身も同総選挙に故郷の兵庫県第五区から出馬したが斎藤隆夫に敗れた。土木事業の推進、金融恐慌への対応に尽力。1928年5月、新潟県知事に転任したが、1929年7月5日に依願免本官となる。犬養内閣により1931年12月、愛知県知事に任命されたが、五・一五事件で内閣が替ると1932年6月28日、知事を休職した。
その後、実業界に転じ、東京運河土地 (株) 社長を務めた。